# Lorenz Ladage
Lorenz Ladage (* 18. Mai 1933 in Neheim) ist ein ehemaliger Politiker der CDU und war Bürgermeister der Stadt Dortmund.

## Beruflicher Werdegang
Lorenz Ladage absolvierte nach der Volksschule eine Lehre im Handwerk als Karosseriebauer. In diesem Beruf arbeitete er acht Jahre und engagierte sich als Jugendvertreter und Betriebsratsmitglied. Anschließend besuchte er im Rahmen einer Weiterbildungsmaßnahme das 
Katholisch-Soziale Institut in Bad Honnef.
1958 kam er nach Dortmund und übernahm die Stelle als Bezirkssekretär der Katholischen Arbeitnehmer-Bewegung. Von 1970 bis 1996 war er Geschäftsführer der Caritas in Dortmund. In seiner Zeit als Geschäftsführer wurde der Ausbau der Altenhilfe, der Bau von Altenheimen und Einrichtungen für Menschen mit Behinderung sowie der Ausbau der ambulanten Hilfe vorangetrieben. Sein Lebensweg wurde durch das katholische Elternhaus und die persönlichen Ordnungsvorstellungen geprägt. Seine christlich geprägte politische Überzeugung führte ihn über die Jugend- und Verbandsbewegung zur CDU und CDA.

## Politische Tätigkeit
Ab 1958 war Ladage Mitglied der Jungen Union und der Christlich-Demokratischen Arbeitnehmerschaft (CDA). Von 1964 bis 1999 war er Mitglied des Rates der Stadt Dortmund in der CDU-Ratsfraktion und von 1966 bis 1984 deren Vorsitzender.
Danach wurde er Erster Bürgermeister der Stadt Dortmund von 1984 bis 1999 und bekam 1974 den Ehrenring der Stadt Dortmund verliehen. Nach seinem Ausscheiden wurde ihm der Ehrentitel „Alt-Bürgermeister“ verliehen.
Ladage war Mitglied im Städtetag NRW und stellvertretender Vorsitzender des Verkehrsverbundes Rhein-Ruhr (VRR). 1995 erhielt er das Bundesverdienstkreuz Erster Klasse und wurde 2001 Komtur des päpstlichen Silvesterordens.

## Familie
Lorenz Ladage ist seit 1961 mit Emmi Ladage verheiratet. Sie haben eine Tochter und zwei Söhne sowie fünf Enkelkinder.